# Doctor Belisario Domínguez (Tonalá)
Doctor Belisario Domínguez es una localidad del estado mexicano de Chiapas. Es parte del municipio de Tonalá.

## Toponimia
El nombre de la localidad rinde homenaje a Belisario Domínguez, médico y político liberal, opositor a la dictadura de Victoriano Huerta.

## Demografía
| Gráfica de evolución demográfica |
|                                  |

| Censo | Población |
| ----- | --------- |
| 1940  | 91        |
| 1950  | 174       |
| 1960  | 316       |
| 1970  | 604       |
| 1980  | 690       |
| 1990  | 752       |
| 2000  | 965       |
| 2010  | 1 043     |
| 2020  | 1 078     |